# Gustaf Duwall
Gustaf Duwall, född den 21 mars 1630 i Stralsund, död den 1 januari 1692 i Karnäs i Viborgs län, var en ämbetsman och lantmarskalk i svensk tjänst, upphöjd till svensk friherre.

## Biografi
Gustaf Duwall föddes i Stralsund som son till musketeraren, sedermera generalen, Jacob Duwall och Anna von der Berge. Efter studier vid Uppsala universitet knöts han till drottning Kristinas hov och blev sedermera kammarherre hos Karl X Gustav. 1653 utsågs han till assessor vid Bergskollegium för att ett par år senare anställas som marskalk vid Christer Bondes ambassad i England. 1656 utnämndes han till resident i Danmark. 
Han var 1658 Sveriges utsände till England för att beklaga lordprotektorn Oliver Cromwells död och begära en engelsk flotta till Karl X Gustavs hjälp, återgick därpå som svensk resident i Danmark och utnämndes 1662 till landshövding över Stora Kopparbergs län. I sistnämnda egenskap satt han som ordförande i kommissionen över trolldomsväsendet i Dalarna. I uttryckligt syfte att med folkbildning minska trolldomshysterin bland folket, som utpekade äldre kvinnor som häxor, lät Duwall uppföra flera skolor i sitt län, däribland i Leksand.
1674 blev Duvall svensk friherre, sedan titeln utlovats hans far av Gustav II Adolf och postumt tilldelats denne, och vid 1675 års riksdag var han lantmarskalk. 
Gustaf Duwall var från 1654 gift med Helena Yxkull, dotter till översten Didrik Yxkull till Ogestad, Skattmansö med mera och Beata Oxehufvud till Hof. De fick sexton barn.